# Arie Schans
Arie Schans (* 22. Juni oder 12. Dezember 1952 in den Niederlanden) ist ein ehemaliger niederländischer Fußballtrainer.